# Bekir Alboğa

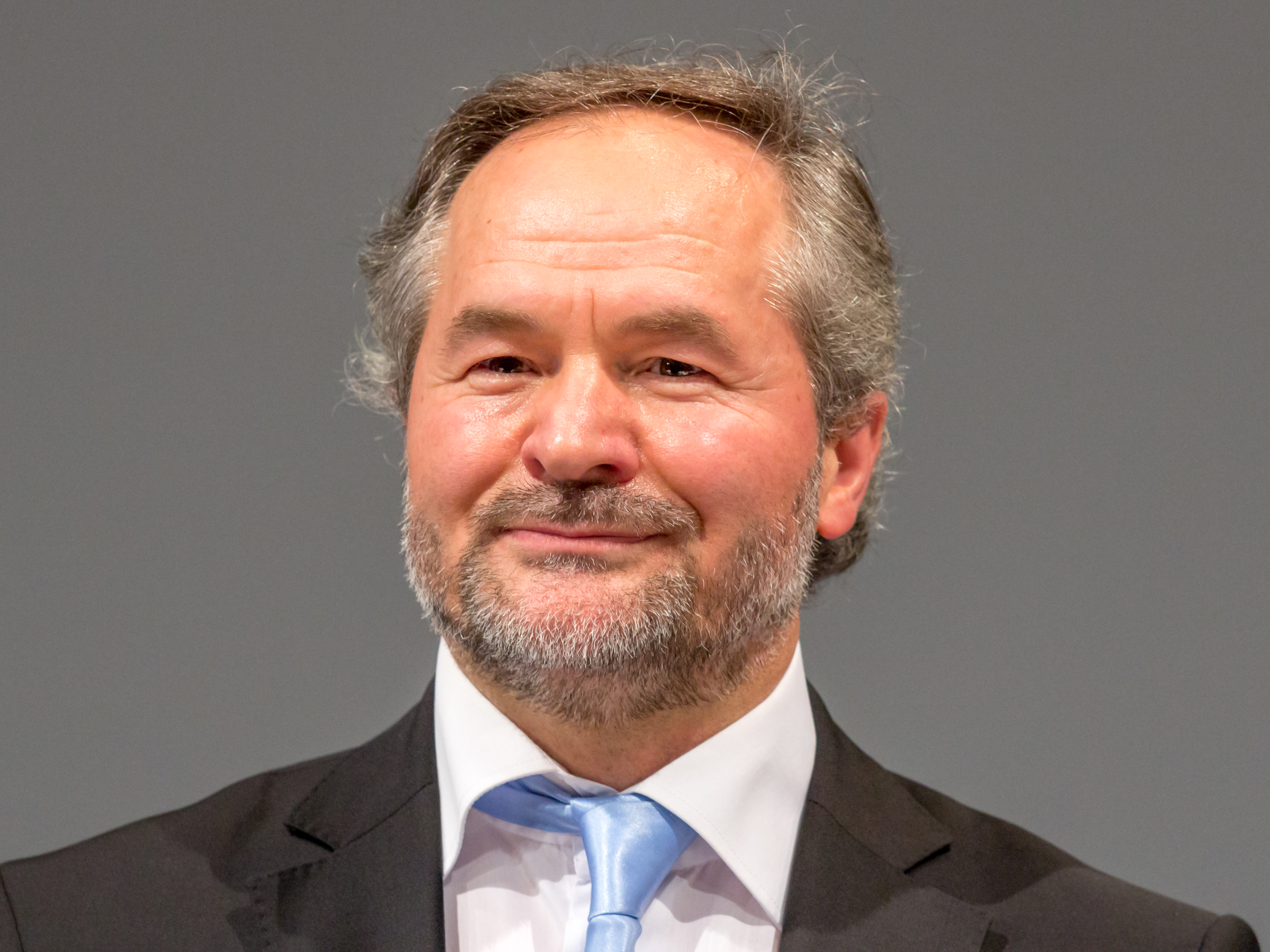
Bekir Alboğa, 2016

Bekir Alboğa (* 3. Januar 1963 in Doğanhisar, Türkei) ist ein deutscher Islamwissenschaftler. Von 2012 bis 2017 war er Generalsekretär der „Türkisch-Islamischen Union der Anstalt für Religion“ (DİTİB).

## Leben
Alboğa stammt aus einer türkischen Gastarbeiterfamilie, sein Vater kam bereits in den frühen 60er Jahren nach Deutschland. 1980 folgte ihm der Sohn im Rahmen der Familienzusammenführung nach. 1982 begann er ein Germanistik-Studium an der Selçuk-Universität in Konya. In Deutschland studierte Alboğa von 1984 bis 1990 an der Universität Göttingen Islamwissenschaften, Publizistik, Kommunikationswissenschaften und Osmanistik-Altaistik, 2012 wurde er an der Universität Heidelberg promoviert.
1995 wirkte er als Imam und Bildungsreferent in der Mannheimer Yavuz-Sultan-Selim-Moschee und wurde muslimischer Vorsitzender der Christlich-Islamischen Gesellschaft in Mannheim. 2004 wechselte er in die Dialog-Abteilung der DİTİB-Zentrale in Köln und wurde Referatsleiter für interkulturelle und interreligiöse Begegnung. Neben seiner Tätigkeit für die „Türkisch-Islamische Union der Anstalt für Religion“ ist er Wissenschaftlicher Mitarbeiter am Institut für deutsch-türkische Integrationsstudien. Außerdem wurde er für die DİTİB Mitglied der Deutschen Islamkonferenz und des Integrationsgipfels.
Alboğa war 2007/2008, 2009/2010 und 2011/2012 jeweils für sechs Monate Sprecher des Koordinierungsrats der Muslime in Deutschland.
2018 bewarb sich Alboğa für eine Kandidatur für die AKP bei den türkischen Parlamentswahlen in seiner Heimatstadt Konya, schaffte es allerdings nicht auf die Kandidatenliste. Seine Bewerbung nährte erneut Zweifel an DİTİBs Unabhängigkeit von der türkischen Regierung. Alboğa hatte stets betont, dass es sich um eine deutsche Religionsgemeinschaft handele, die unpolitisch sei. Auf Anfrage ließ er mitteilen, dass er für die Zeit seiner politischen Tätigkeit seine DİTİB-Ämter niederlege. Nach dem Bekanntwerden seiner erfolglosen AKP-Kandidatur teilte DİTİB die Beendigung von Alboğas Beschäftigungsverhältnis mit, da seine politische Tätigkeit und die ihm übertragenen Aufgaben im DİTİB-Verband nicht zu vereinbaren seien. Damit endete auch seine Tätigkeit als Beauftragter für interreligiösen Dialog.
Bekir Alboğa hat eine Tochter und zwei Söhne. 2013 nahm er die deutsche Staatsangehörigkeit an.

## Schriften
- mit Georg Bienemann, Werner Höbsch: Dialogbereit. Christen und Muslime im Gespräch. Hrsg. Katholische Landesarbeitsgemeinschaft Kinder- und Jugendschutz Nordrhein-Westfalen e.V., Münster 2007.
- mit Georg Bienemann, Werner Höbsch: Christen und Muslime Tür an Tür. Don Bosco, München 2008, ISBN 978-3-7698-1661-7.